# Богозино
Богозино — упразднённая деревня в Невельском муниципальном округе Псковской области России. На карте 2010 года обозначена как урочище Богозино.

## География
Находилась в 3 верстах к востоку от современной деревни Лобок и примерно 19 верстах к югу от города Невель на берегу озера Езерище.

### Климат
Климат характеризуется как умеренно континентальный, с продолжительной снежной зимой и относительно коротким тёплым летом. Среднегодовая температура воздуха — 4,4 °С. Средняя многолетняя температура самого холодного месяца (января) составляет −8 °С, средняя температура самого тёплого (июля) — +17,4°С. Среднегодовое количество осадков — 554 мм. Снежный покров держится в течение 100—105 дней.

### Часовой пояс
Урочище Богозино, как и вся Псковская область, находится в часовой зоне МСК (московское время). Смещение применяемого времени относительно UTC составляет +3:00.

## История
В 1941— 1944 годах деревня находилась под нацистской оккупацией.
Деревня входила в Лобковский сельсовет и была упразднена решением Псковского облисполкома в 1987 году.
С 26 января 1995 года по 11 апреля 2015 года территория деревни входила в состав ныне упразднённого сельского поселения «Лобковская волость».
До 2023 года территория входила в состав сельского поселения «Артёмовская волость» до его упразднения.

## Население
| 1989 |
| ---- |
| 0    |

Численность населения деревни по переписи 1989 года — 0 человек.